# FC Ceahlăul Piatra Neamț
Az FC Ceahlăul Piatra Neamț egy román labdarúgócsapat.

## Történet
A csapatot 1919-ben alapította egy csoport tanár és diák a karácsonkői Petru Rareș Középiskolából, Asociația Sportivă Ceahlăul néven. A román elsőosztályban először az 1993-94-es szezonban szerepelt.
1926-ban moldovai bajnok lett, még ebben az évben átnevezték Ceahlău Foot-Ball Club névre. 1949 és 1959 között is több alkalommal átnevezték: Progresul, Avântul, Recolta, Chimia és Ceahlăul. 1961-ben feljutott a B osztályba, 1994-ben pedig először kvalifikálta magát az A osztályba.
Az elmult években többsztör feljutott az első vonalba, de ott tartósan bentmaradni nem volt képes, legutoljára a 2007-08-as szezonban a 15. helyen végzett a Liga I-ben, és ezzel kiesett a Liga II-be.

## Eredmények

### Liga I
Legjobb helyezése a 4. volt, melyet egy alkalommal szerzett meg: 1999–2000.

### Intertotó-kupa
Az 1995-ös Intertotó-kupa küzdelmei során, a csoportkörben legyőzte a bolgár FC Etar Veliko Tarnovo, a belga K.S.K. Beveren és a cseh Boby Brno csapatokat, majd döntetlent ért el a holland FC Groningen ellen. Ezzel a csoport első helyén végzett. A nyolcaddöntőben a francia FC Metz búcsúztatta 0-2 es összesítéssel.
Az 1999-es Intertotó-kupa küzdelmei során legyőzte a litván FK Ekranas és a bosnyák NK Jedinstvo Bihać csapatokat, majd a 3. fordulóban idegenben lőtt góllal búcsúztatta az olasz Juventus FC.

## Jelenlegi játékosok
| #  |         | Poszt | Név              |
| -- | ------- | ----- | ---------------- |
| 1  | Románia | K     | Cătălin Mulțescu |
| 3  | Ghána   | V     | Mohammed Hamza   |
| 5  | Románia | V     | Alexandru Ichim  |
| 7  | Moldova | KP    | Eugen Cebotaru   |
| 8  | Románia | V     | Ionuț Matei      |
| 9  | Románia | CS    | Radu Doicaru     |
| 10 | Nigéria | KP    | Peter Omoduemuke |
| 11 | Tunézia | CS    | Haykel Guemamdia |
| 12 | Ukrajna | K     | Andrey Fedorenko |
| 14 | Románia | V     | Cristinel Gafița |
| 15 | Románia | KP    | Ionuț Bădescu    |
| 17 | Románia | KP    | Alexandru Achim  |

| #  |            | Poszt | Név                          |
| -- | ---------- | ----- | ---------------------------- |
| 18 | Románia    | KP    | Daniel Barna                 |
| 20 | Románia    | V     | Florin Nohai                 |
| 21 | Románia    | KP    | Mircea Oprea                 |
| 22 | Moldova    | K     | George Savu                  |
| 23 | Szlovákia  | V     | Ivan Pecha                   |
| 24 | Románia    | V     | Alexandru Forminte           |
| 26 | Moldova    | CS    | Igor Bugaev                  |
| 27 | Csehország | CS    | Martin Černoch               |
| 29 | Románia    | V     | Andrei Vițelaru              |
| 30 | Románia    | KP    | Marius Croitoru              |
| -  | Románia    | V     | Vasile Avădanei              |
| -  | Románia    | V     | Liviu Floricel               |
| -  | Brazília   | CS    | Vinicius de Oliveira Fabbron |

### Híres játékosok
| Románia - Adrian Iencsi |

## Külső hivatkozások
- Hivatalos honlap